# Parroquia Urbana Punta Cardón
La parroquia Punta Cardón está ubicada al suroeste de la península de Paraguaná y pertenece al municipio Carirubana del estado Falcón en la Región Centroccidental de Venezuela. Situada en el oeste y sudoeste del Municipio Carirubana, la parroquia está conformada poblacionalmente por la ciudad de Punta Cardón, que es también la capital. Es uno de los sectores más antiguos de la ciudad de Punto Fijo.

## Economía
- Pesca Artesanal: Economía inicial de los habitantes de la parroquia, actualmente se continúa practicando.
- Industria Petrolera: En la parroquia se encuentra el Centro de Refinación de Paraguaná - Cardón.
- Zona Libre de Paraguaná: Centros comerciales y comercios que han surgido recientemente.
- Terminal de Pasajeros

## Geografía

### Suelo
Tiene una superficie de 114 km y en sus costas una longitud de 25 km, tienen asiento el puerto internacional del Guaranao y el grupo de muelles que forman la instalación portuaria de la Refinería Cardón del Centro de Refinación Paraguanà (CRP).

## Límites
Por el norte linda con la Parroquia Urbana Carirubana en una longitud de 14 km desde el Puerto Internacional de Guaranao, rumbo al noreste, por el cauce de la quebrada de Guaranao hasta un sitio fijado al norte del caserío La Trinidad.
Por el este linda con la Parroquia Santa Ana en una longitud de 13 km desde el sitio fijado al Norte del caserío La Trinidad, rumbo al sur, en línea recta hasta Punta Matacán en la ribera del Golfete de Coro.
Por el sur linda con las riberas del Golfete de Coro en una longitud de 17 km desde Punta Matacán, rumbo al oeste, hasta la puntica de Punta Cardón.
Por el oeste linda de las riberas del golfo de Venezuela en una longitud de 7 km desde la puntica de Punta Cardòn, rumbo al norte, hasta el Puerto Internacional de Guaranao.

## Clima
La presencia permanente de los vientos alisios, sin dificultad para su desplazamiento, definen la escasez de la lluvia, promediada en 800 mm, sobre todo a finales de año. La Tº media anual es de 27,8 °C.

## Historia
Es importante resaltar que la Parroquia Punta Cardón ha tenido muchas modificaciones, antes se describía como Municipio Punta Cardón, con el tiempo pasó a ser una de las parroquias del Municipio Carirubana. Fue creada en el año de 1884 y por lo tanto en el segundo censo nacional de 1881 aparece englobada su población al Municipio Los Taques. 
Es a partir del Censo de 1924 cuando empieza a figurar como municipio con el siguiente movimiento emográfico:
- Año 1924: 1.047 hab.
- Año 1936: 3.463 hab.
- Año 1941: 4.953 hab.
- Año 1950: 7.034 hab.
- Año 1961: 17.404 hab.
- Año 1971: 18.182 hab.
- Año 1981: 30.392 hab.
- Año 1983: 34.138 hab.
- Año 2010: 75.041 hab.[1]

## Localidades
La parroquia esta conformada por las siguientes  urbanizaciones y "barrios" (asentamientos irregulares)
- Punta Cardón (Capital de la Parroquia)
- Barrio 23 de Enero
- Caujarito
- Cuaco
- Parcelamiento San Rafael
- Parcelamiento Niño Diego
- Parcelas Caracas
- Playa Punta de La Barra
- Playa Punta de Piedra
- Refinería Cardón
- Relleno Sanitario
- Sector Antonio Evaristo Arcaya
- Sector El Estadium
- Sector El Milagro
- Sector La Candelaria
- Sector La Concha
- Sector La Puntica
- Sector Las Maravillas
- Sector Los Rosales
- Sector Nuevo Amanecer
- Sector Pedro León López
- Sector Provijolchi
- Sector Santa Rosa
- Urb. Brisa Mar
- Urb. Libertador
- Urb. Simón González (Viviendas Rurales)
- Puerta Maraven (también perteneciente a la parroquia)

- CIED PDVSA
- Ciudad Federación
- Distribuidor Bolívar
- Res. Iberia
- Terminal de Pasajeros
- Urb. Campo Claro
- Urb. Charaima
- Urb. Chiguagua
- Urb. El Placer
- Urb. El Señorial
- Urb. España
- Urb. La Puerta
- Urb. Las Mercedes
- Urb. Los Corales
- Urb. Los Rosales
- Urb. Manaure
- Urb. Maracardón
- Urb. Maraquiva
- Urb. Matapalos
- Urb. Pedro Manuel Arcaya (Conj. Res.)
- Urb. Sabana (I, II, III, IV)
- Urb. Santa Teresa
- Villa Cristina
- Villa Las Palmas
- Comunidad Cardón (también perteneciente a la parroquia)

- PDVSA La Estancia
- Playa del Club Manaure
- Playa del Club Miramar
- Playa del Club Náutico
- Puerto de Guaranao
- Residencias Club de Golf
- Sector El Estadio
- Sector Seis Tanques
- Sede Cardón
- Seniat Las Piedras – Guaranao
- UBV
- Urb. Las Virtudes
- Urb. Zarabón (I y II)
- Yaima (1, 2, 3)
- Las Margaritas (también perteneciente a la parroquia)

- Barrio La Rosa
- Barrio Las Margaritas
- Barrio Modelo
- Las Esmeraldas
- Parcelamiento Jardín
- Planta Eléctrica
- Urb. Cumbres de Guaranao
- Urb. Las Margaritas – Sector 1 y 2
- Urb. Los Caciques
- Urb. Los Cactus
- Urb. Los Cardones
- Zona Franca Industrial de Paraguaná

El Cardón  (también perteneciente a la Parroquia)
- Bomba Carora
- Colonias de El Cardón
- Distribuidor El Sabino
- Estación de Bombeo Trifurcación
- Hipódromo de Paraguaná
- Hospital Calles Sierra
- Sector Francisco de Miranda I y II
- Sector Hato Nuevo (Sambil Paraguaná)
- Sector José Leonardo Chirino
- Sector Ramón Vera
- Sector Universitario
- Tiguadare
- Unefm
- Universidad del Zulia
- Urb. María Auxiliadora
- Urb. Las Adjuntas
- Urb. Vista Marina
- Villa Cardón

Parte de Santa Elena y El Taparo (también perteneciente a la Parroquia)
- Cerro Arajo (Parte del,)
- Granja Imperio
- La Galera
- Los Bohíos de Manuel
- Urb. Las Galeras
- Zona Industrial La Galera
- El Taparo

(Fuente: Planos Alcaldía de Carirubana 2011)
La parroquia también cuenta con numerosos balnearios, los cuales son:
- Playa La Barra, Punta Cardón. Ubicada al suroeste de la península. (Geográficamente conocida como el menton de la Península de Paraguaná)

- Playa Manaure Maraven.

- Playa Miramar Maraven.

- Playa Náutico.

### Otros sitios relevantes:
- Ateneo de Punta Cardón: Nace el 16 de abril de 1980 con el objeto de promover, desarrollar, dirigir y difundir la actividad cultural en la comunidad de Punta Cardón. Desde 1986 perfila su trabajo en la formación de niños y jóvenes, involucrándolos al quehacer cultural del pueblo e introduciéndolos al conocimiento de nuestras expresiones populares: música, danza, pintura, artesanía, poesía, teatro, arte culinario, mitos, leyendas y personajes populares que representan el sentir de una comunidad que busca siempre el fortalecimiento de nuestra verdadera esencia e identidad local y regional. Lleva el nombre de Eudes Navas Soto, literato y multifacético de las artes, quien a pesar de haber nacido en la ciudad de Coro un 4 de febrero de 1940, adoptó a Punta Cardón como su segundo hogar luego haber vivido su infancia allí tras la venida de sus familiares, que como muchos también fueron atraídos por el boom petrolero de la época. Actualmente, está remodelado, incluyendo nuevas zonas como un campo de fútbol, baloncesto, un dojo de Karate y un patio de juegos alrededor del Ateneo.

- Terminal de Pasajeros

- CIED PDVSA

- Refinería Cardón

- Zona Franca Industrial de Paraguaná

- Sambil Paraguaná

- C. C. R. Las Virtudes

- Puerto de Guaranao

- Seniat Las Piedras

- Hospital "Dr. Rafael Calles Sierra"

- Hospital Cardón

## Centros educativos
Centros Universitarios:
- Universidad Bolivariana de Venezuela
- UNA
- UNEFA
- UDEFA
- UNEFM
- LUZ

## Religión
Punta Cardón tiene una relación muy fervorosa con Nuestra Señora de la Candelaria, a través de la construcción de la primera capilla, en 1904, por iniciativa de Marcelino Sánchez y cuya construcción responde a la suscripción popular, hasta que llega la primera imagen de La Candelaria, procedente de Italia, la cual fue buscada en lancha en Puerto Cabello por Ramón Sarmiento. La imagen se bendijo el 1° de febrero de 1922, vísperas de las fiestas patronales.

## Festividades
- 2 de enero (Día del Comerciante).

- 2 de febrero (Día de Nuestra Señora de la Candelaria).

- 19 de marzo (Festividades de San José).

- 19 de abril (Día de Punta Cardón).

- 3 de mayo (Día de la Cruz de Mayo).

- 28 de diciembre (Día de Los Locos).

- Semana del Preescolar.

- Semana de la Literatura.

- Semana de la Música.